# Ana Rosario Contreras
Ana Rosario Contreras es una enfermera activista de derechos humanos venezolana. Actualmente es la presidenta de la Asociación de Enfermeras de la Caracas. En 2021 fue galardonada con el Premio Internacional a las Mujeres de Coraje.